# Ligue 1
Ligue 1 McDonald’s är den franska fotbollsligans högsta division och har existerat sedan säsongen 1932/1933. Flest segrar har AS Saint-Étienne med 10 segrar. Olympique Lyonnais vann dock ligan för sjunde gången i rad när man vann säsongen 2007/2008. Ligan kallades "Division 1" fram till 2002.

## Format
Sedan andra världskriget har ligan pendlat mellan 18 och 20 deltagande lag, och under säsongen 2016–17 består den av 20 lag. Alla lagen möter varandra två gånger (hemma och borta) och serien består av 38 omgångar. De tre sämsta lagen blir nedflyttade till Ligue 2 och ersätts av de tre bästa lagen från den serien. De två första lagen är direktkvalificerade till Champions League medan det tredje placerade laget får kvala i den tredje kvalificeringsrundan. Fyran får spela i Europa League.

## Klubbar säsongen 2021/2022
| Lag                   | Ort              | Stadium                 | Kapacitet |
| --------------------- | ---------------- | ----------------------- | --------- |
| Angers                | Angers           | Stade Raymond Kopa      | 17 835    |
| Girondins de Bordeaux | Bordeaux         | Matmut Atlantique       | 42 115    |
| Stade Brest           | Brest            | Stade Francis-Le Blé    | 15 931    |
| Clermont Foot         | Clermont-Ferrand | Stade Gabriel Montpied  | 11 980    |
| Lens                  | Lens             | Stade Bollaert-Delelis  | 38 223    |
| Lille                 | Lille            | Stade Pierre-Mauroy     | 50 186    |
| Lorient               | Lorient          | Stade du Moustoir       | 18 110    |
| Lyon                  | Lyon             | Parc Olympique Lyonnais | 59 186    |
| Marseille             | Marseille        | Stade Vélodrome         | 67 394    |
| Metz                  | Metz             | Stade Saint-Symphorien  | 25 636    |
| AS Monaco             | Monaco           | Stade Louis II          | 18 523    |
| Montpellier           | Montpellier      | Stade de la Mosson      | 32 939    |
| Nantes                | Nantes           | Stade de la Beaujoire   | 38 285    |
| Nice                  | Nice             | Allianz Riviera         | 36 178    |
| Paris Saint-Germain   | Paris            | Parc des Princes        | 48 712    |
| Reims                 | Reims            | Stade Auguste-Delaune   | 21 684    |
| Stade Rennais         | Rennes           | Roazhon Park            | 29 778    |
| Saint-Étienne         | Saint-Étienne    | Stade Geoffroy-Guichard | 42 000    |
| Strasbourg            | Strasbourg       | Stade de la Meinau      | 29 320    |
| Troyes                | Troyes           | Stade de l'Aube         | 20 400    |

## Tidigare vinnare
Franska Division 1 (1932–2002)
- 1932/33 - Olympique Lillois
- 1933/34 - FC Sète
- 1934/35 - FC Sochaux-Montbéliard
- 1935/36 - Racing Club de Paris
- 1936/37 - Olympique de Marseille
- 1937/38 - FC Sochaux-Montbéliard
- 1938/39 - FC Sète
- 1939–45 - inställt på grund av krig
- 1945/46 - Lille OSC
- 1946/47 - CO Roubaix-Tourcoing
- 1947/48 - Olympique de Marseille
- 1948/49 - Stade de Reims
- 1949/50 - FC Girondins de Bordeaux
- 1950/51 - OGC Nice
- 1951/52 - OGC Nice
- 1952/53 - Stade de Reims
- 1953/54 - Lille OSC
- 1954/55 - Stade de Reims
- 1955/56 - OGC Nice
- 1956/57 - AS Saint-Étienne
- 1957/58 - Stade de Reims
- 1958/59 - OGC Nice
- 1959/60 - Stade de Reims
- 1960/61 - AS Monaco
- 1961/62 - Stade de Reims
- 1962/63 - AS Monaco
- 1963/64 - AS Saint-Étienne
- 1964/65 - FC Nantes
- 1965/66 - FC Nantes
- 1966/67 - AS Saint-Étienne
- 1967/68 - AS Saint-Étienne
- 1968/69 - AS Saint-Étienne
- 1969/70 - AS Saint-Étienne
- 1970/71 - Olympique de Marseille
- 1971/72 - Olympique de Marseille
- 1972/73 - FC Nantes
- 1973/74 - AS Saint-Étienne
- 1974/75 - AS Saint-Étienne
- 1975/76 - AS Saint-Étienne
- 1976/77 - FC Nantes
- 1977/78 - AS Monaco
- 1978/79 - RC Strasbourg
- 1979/80 - FC Nantes
- 1980/81 - AS Saint-Étienne
- 1981/82 - AS Monaco
- 1982/83 - FC Nantes
- 1983/84 - Girondins de Bordeaux
- 1984/85 - Girondins de Bordeaux
- 1985/86 - Paris Saint-Germain
- 1986/87 - Girondins de Bordeaux
- 1987/88 - AS Monaco
- 1988/89 - Olympique de Marseille
- 1989/90 - Olympique de Marseille
- 1990/91 - Olympique de Marseille
- 1991/92 - Olympique de Marseille
- 1992/93 - Ingen vinnare
- 1993/94 - Paris Saint-Germain
- 1994/95 - FC Nantes
- 1995/96 - AJ Auxerre
- 1996/97 - AS Monaco
- 1997/98 - RC Lens
- 1998/99 - Girondins de Bordeaux
- 1999/00 - AS Monaco
- 2000/01 - FC Nantes
- 2001/02 - Olympique Lyonnais

Ligue 1 (sedan 2002)
- 2002/03 - Olympique Lyonnais
- 2003/04 - Olympique Lyonnais
- 2004/05 - Olympique Lyonnais
- 2005/06 - Olympique Lyonnais
- 2006/07 - Olympique Lyonnais
- 2007/08 - Olympique Lyonnais
- 2008/09 - Girondins de Bordeaux
- 2009/10 - Olympique de Marseille
- 2010/11 - Lille OSC
- 2011/12 - Montpellier HSC
- 2012/13 - Paris Saint-Germain
- 2013/14 - Paris Saint-Germain
- 2014/15 - Paris Saint-Germain
- 2015/16 - Paris Saint-Germain
- 2016/17 - AS Monaco
- 2017/18 - Paris Saint-Germain
- 2018/19 - Paris Saint-Germain
- 2019/20 - Paris Saint-Germain
- 2020/21 - Lille OSC
- 2021/22 - Paris Saint-Germain
- 2022/23 - Paris Saint-Germain
- 2023/24 - Paris Saint-Germain
- 2024/25 - Paris Saint-Germain

### Guldtabell
| Nr                | Klubb               | Antal titlar | År som mästare |
| ----------------- | ------------------- | ------------ | --- |
| 1                 | Paris Saint-Germain | 13           | 1985/1986, 1993/1994, 2012/2013, 2013/2014, 2014/2015, 2015/2016, 2017/2018, 2018/2019, 2019/2020, 2021/2022, 2022/2023, 2023/2024, 2024/2025 |
| 1                 | Saint-Étienne       | 10           | 1957/1958, 1963/1964, 1966/1967, 1967/1968, 1968/1969, 1969/1970, 1973/1974, 1974/1975, 1975/1976, 1980/1981                                  |
| 3                 | Marseille           | 9            | 1936/1937, 1947/1948, 1970/1971, 1971/1972, 1988/1989, 1989/1990, 1990/1991, 1991/1992, 2009/2010                                             |
| 4                 | Nantes              | 8            | 1964/1965, 1965/1966, 1972/1973, 1976/1977, 1979/1980, 1982/1983, 1994/1995, 2000/2001                                                        |
| 4                 | AS Monaco           | 8            | 1960/1961, 1962/1963, 1977/1978, 1981/1982, 1987/1988, 1996/1997, 1999/2000, 2016/2017                                                        |
| 6                 | Lyon                | 7            | 2001/2002, 2002/2003, 2003/2004, 2004/2005, 2005/2006, 2006/2007, 2007/2008                                                                   |
| 7                 | Stade de Reims      | 6            | 1948/1949, 1952/1953, 1954/1955, 1957/1958, 1959/1960, 1961/1962                                                                              |
| 7                 | Bordeaux            | 6            | 1949/1950, 1983/1984, 1984/1985, 1986/1987, 1998/1999, 2008/2009                                                                              |
| 9                 | Nice                | 4            | 1950/1951, 1951/1952, 1955/1956, 1958/1959 |
| 10                | Lille               | 4            | 1945/1946, 1935/1954, 2010/2011, 2020/2021 |
| 11                | Sochaux             | 2            | 1934/1935, 1937/1938 |
| 11                | Sète                | 2            | 1933/1934, 1938/1939 |
| 13                |                     |              | |
| Olympique Lillois | 1                   | 1932/1933    | |
| RC Paris          | 1                   | 1935/1936    | |
| Roubaix-Tourcoing | 1                   | 1946/1947    | |
| Strasbourg        | 1                   | 1978/1979    | |
| Auxerre           | 1                   | 1995/1996    | |
| Lens              | 1                   | 1997/1998    | |
| Montpellier       | 1                   | 2011/2012    | |

## Mediebevakning
I juni 2012 sålde franska fotbollsligan tv-rättigheterna i Frankrike för åren 2012-2014 till Al-Jazeera och Canal+. Al-Jazeera kommer sända sex matcher i veckan, och Canal+, som tidigare haft samtliga matcher, sänder två matcher i veckan. I Sverige så har Viasat Fotboll sänt ligan. Från och med hösten 2012 tog TV4 över sändningsrättigheterna för Ligue 1 i Sverige, under säsongerna 2012/2013 och 2013/2014. Huvudkanal blev TV4 Sport, med stöd av TV4 Sport Xtra. I september 2021 värvades sändningsrättigheterna av Expressen, förvärvet gjordes i ett samarbete med den norska mediekoncernen Amedia, som är delägare i Bonnier News Local.